# Jost Fitschen
Jost Fitschen, född 1 januari 1869 i Brest, död 26 januari 1947 i Hamburg-Altona, var en tysk botaniker specialiserad på dendrologi.
Fitschen studerade vid lärarseminariet i Stade 1886–1889, och arbetade därefter som skollärare i Geversdorf från 1889 till 1894, samt från 1894 till 1901 i Magdeburg tillsammans med Otto Schmeil. Han var från 1901 till 1930 verksam som lärare och senare rektor i Hamburg-Altona. Han gick i pension 1930 efter vad som har beskrivits som nervösa problem och kunde under denna tid endast läsa och diktera.
Fitschen och Schmeil skrev tillsammans "Flora von Deutschland" - Tysklands flora, 1903. Boken blev vida spridd. Den har sedermera utvidgats och kommit ut i nya upplagor. Han redigerade den ensam från 1923, 2016 gavs upplaga 96 ut. Därtill har han skrivit ett antal olika botaniska böcker, främst om träd, men även skolpolitik. 